# Bradysia expolita
Bradysia expolita är en tvåvingeart som först beskrevs av Daniel William Coquillett 1900.  Bradysia expolita ingår i släktet Bradysia och familjen sorgmyggor.
Artens utbredningsområde är Alaska. Inga underarter finns listade i Catalogue of Life.